# Bernard Hebda
Bernard Anthony Hebda (ur. 3 września 1959 w Pittsburghu) – amerykański duchowny katolicki, biskup Gaylord w latach 2009–2013, arcybiskup koadiutor Newark w latach 2013–2016, arcybiskup metropolita Saint Paul i Minneapolis od 2016.

## Życiorys
Święcenia kapłańskie otrzymał 1 lipca 1989 z rąk ówczesnego biskupa Pittsburgha – Donalda Wuerla. Po krótkim stażu wikariuszowskim został sekretarzem bp. Wuerla, zaś w latach 1992-1996 był sędzią trybunału diecezjalnego. Od 1996 był pracownikiem Papieskiej Rady ds. Tekstów Prawnych, a od 2003 jej podsekretarzem.
7 października 2009 papież Benedykt XVI mianował go ordynariuszem diecezji Gaylord. Sakry biskupiej udzielił mu 1 grudnia 2009 metropolita Detroit – arcybiskup Allen Vigneron.
24 września 2013 papież Franciszek mianował go koadiutorem arcybiskupa Newark. Od 15 czerwca 2015 sprawował jednocześnie funkcję administratora apostolskiego archidiecezji Saint Paul i Minneapolis.
24 marca 2016 został mianowany arcybiskupem metropolitą Saint Paul i Minneapolis. Ingres odbył się 13 maja 2016.